# San Miguel Totolapan (kommun)
San Miguel Totolapan är en kommun i Mexiko.   Den ligger i delstaten Guerrero, i den södra delen av landet, 210 km sydväst om huvudstaden Mexico City.
Följande samhällen finns i San Miguel Totolapan:
- San Miguel Totolapan
- Villa Hidalgo
- El Remance
- Pericotepec
- San Francisco
- La Tinaja
- Ciénega de Puerto Alegre
- La Tuna
- Santa Elena
- El Aguacate
- La Mesa
- Palos Altos
- San Pedro Pezuapan
- Las Mesas I
- Santa Catarina
- Colonia del Pedregal
- Los Ramírez
- Puerto Progreso
- Buena Vista
- El Zapotal
- El Querengue
- Ximotla
- Puerto Chichalaco
- Agua Escondida
- Encino Amarillo